# Laura Muntz Lyall

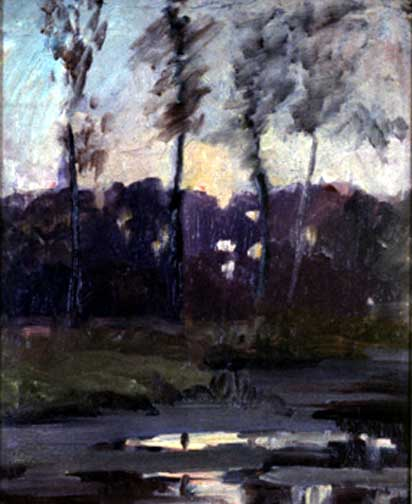
Drzewa nad rzeką, 1900

Laura Adeline Muntz, Laura Muntz Lyall (ur. 18 czerwca 1860 w Radford, Warwickshire, zm. 9 grudnia 1930 w Toronto) – kanadyjska impresjonistka.
W młodości studiowała pedagogikę, jednak fascynacje malarskie sprawiły, że uczyła się technik malarskich w Ontario, Hamilton, Encouraged. Wyjechała do Paryża, by studiować na renomowanej Akademii Colarossi, gdzie pierwszy raz spotkała się z impresjonizmem, który jak się później okazało wpłynął na całe jej artystyczne życie. Po powrocie do Kanady założyła studio w Toronto i rozpoczęła współpracę z Royal College of ART (ARCA). Była pierwszą kobietą, która zdobyła uznanie jako artystka także poza granicami Kanady. Jej niektóre prace zostały wystawione na World Columbian Exposition w 1893 roku, w Chicago. Swoją artystyczną działalność przerwała w roku 1894, kiedy po śmierci swojej siostry zaopiekowała się jedenastką jej dzieci. Zmarła w Toronto i tam też została pochowana na Mount Pleasant Cemetery.